# The Whole Nine Yards
The Whole Nine Yards (Falsas apariencias en España y Mi vecino, el asesino o Un vecino peligroso en Hispanoamérica) es una película del año 1999, dirigida por Jonathan Lynn y protagonizada por Bruce Willis y Matthew Perry.

## Argumento
Nicholas "Oz" Oseransky (Matthew Perry) es un dentista que vive con su insoportable esposa (Rosanna Arquette) en Montreal. Su vida dará un vuelco después de que a la casa vecina se mude un conocido asesino a sueldo: Jimmy Tudeski (Bruce Willis).
La codiciosa esposa de Oz lo envía a Chicago para tratar de conseguir dinero de la mafia a cambio de la información sobre el paradero de Jimmy. Mientras Oz se enreda con los mafiosos y conoce a la bella mujer de Jimmy (Natasha Henstridge), su esposa intenta contratar al peligroso vecino para que mate al marido. Muy pronto, Oz se halla envuelto en una disputa entre mafiosos y deberá encontrar la forma de salir vivo del enredo.

## Elenco
- Bruce Willis como Jimmy Tudeski, "El Tulipán".
- Matthew Perry como Nicholas Oseransky, "Oz".
- Rosanna Arquette como Sophie Oseransky.
- Michael Clarke Duncan como Franklin Figueroa, "Frankie Figs".
- Natasha Henstridge como Cynthia Tudeski.
- Amanda Peet como Jill St. Claire
- Kevin Pollak como Janni Pytor Gogolak, "Janni Gogo".
- Harland Williams como Agente Especial Steve Hanson.